# Oryctanthus neurophyllus
Oryctanthus neurophyllus är en tvåhjärtbladig växtart som beskrevs av J. Kuijt. Oryctanthus neurophyllus ingår i släktet Oryctanthus och familjen Loranthaceae. Inga underarter finns listade i Catalogue of Life.